# Phoenix LPGA International
Phoenix LPGA International jest zawodowym kobiecym turniejem golfowym, od 1980 corocznie rozgrywanym w ramach LPGA Tour. Na przestrzeni lat kilkakrotnie ulegała modyfikacji nazwa turnieju, zwykle jako rezultat zmiany sponsora tytularnego. Podobnie zmianie ulegał gospodarz turnieju, jednak tradycyjnie zawsze jest to pole golfowe z okolicy miasta Phoenix w Arizonie, USA.
W 2001 podczas drugiej rundy tego turnieju Annika Sörenstam jako pierwsza kobieta w historii, a czwarty człowiek w ogóle, robiąc 13 birdie i 5 parów zagrała 18 dołków w 59 uderzeniach. Aktualną mistrzynią (2009) jest najbardziej utytułowana australijska golfistka Karrie Webb.
Z założenia turniej ten rozgrywany jest przez cztery dni na 72 dołkach. Wyjątkiem był sezon 1983, kiedy to skrócono go do trzech rund z powodu deszczu.

## Zwyciężczynie
| Data                | Mistrzyni            | Wynik                 | Przewaga    | 2. miejsce                     |
| ------------------- | -------------------- | --------------------- | ----------- | ------------------------------ |
| 29 marca 2009(dts)  | Karrie Webb          | -14 (70-68-69-67=274) | 2 uderzenia | Jiyai Shin                     |
| 30 marca 2008(dts)  | Lorena Ochoa         | -22 (65-67-68-66=266) | 7 uderzeń   | Lee Jee-young                  |
| 25 marca 2007(dts)  | Lorena Ochoa         | -18 (69-64-69-68=270) | 2 uderzenia | Suzann Pettersen               |
| 19 marca 2006(dts)  | Juli Inkster         | -15 (68-68-70-67=273) | 2 uderzenia | Sarah Lee                      |
| 20 marca 2005(dts)  | Annika Sörenstam     | -11 (66-69-72-70=277) | dogrywka    | Lorena Ochoa                   |
| 21 marca 2004(dts)  | Annika Sörenstam     | -18 (67-65-68-70=270) | 4 uderzenia | Cristie Kerr                   |
| 23 marca 2003(dts)  | Pak Se-ri            | -23 (65-68-68-64=265) | 1 uderzenie | Grace Park                     |
| 17 marca 2002(dts)  | Rachel Teske         | -7 (70-69-71-71=281)  | dogrywka    | Annika Sörenstam               |
| 18 marca 2001(dts)  | Annika Sörenstam     | -27 (65-59-69-68=261) | 2 uderzenia | Pak Se-ri                      |
| 19 marca 2000(dts)  | Charlotta Sörenstam  | -12 (72-64-72-68=276) | 2 uderzenia | Karrie Webb                    |
| 21 marca 1999(dts)  | Karrie Webb          | -14 (68-68-69-69=274) | 4 uderzenia | Lorie Kane                     |
| 22 marca 1998(dts)  | Liselotte Neumann    | -13 (69-67-69-74=279) | dogrywka    | Rosie Jones                    |
| 23 marca 1997(dts)  | Laura Davies         | -15 (70-69-70-68=277) | dogrywka    | Kelly Robbins                  |
| 24 marca 1996(dts)  | Laura Davies         | -8 (71-73-69-71=284)  | 1 uderzenie | Kristal Parker-Manzo           |
| 19 marca 1995(dts)  | Laura Davies         | -12 (69-68-70-73=280) | 1 uderzenie | Beth Daniel                    |
| 20 marca 1994(dts)  | Laura Davies         | -15 (69-72-66-70=277) | 4 uderzenia | Beth Daniel, Elaine Crosby     |
| 21 marca 1993(dts)  | Patty Sheehan        | -17 (70-70-65-70=275) | 5 uderzeń   | Dawn Coe-Jones, Kris Tschetter |
| 22 marca 1992(dts)  | Danielle Ammaccapane | -13 (72-69-69-69=279) | 2 uderzenia | Kristi Albers                  |
| 24 marca 1991(dts)  | Danielle Ammaccapane | -9 (74-70-70-69=283)  | 1 uderzenie | Barb Bunkowsky                 |
| 25 marca 1990(dts)  | Pat Bradley          | -12 (70-71-68-71=280) | 1 uderzenie | Ayako Okamoto                  |
| 26 marca 1989(dts)  | Allison Finney       | -10 (66-69-74-73=282) | 1 uderzenie | Beth Daniel                    |
| 27 marca 1988(dts)  | Ku Ok-hee            | -11 (71-68-70-72=281) | 1 uderzenie | Ayako Okamoto, Dottie Mochrie  |
| 29 marca 1987(dts)  | Pat Bradley          | -6 (75-74-67-70=286)  | 2 uderzenia | Christa Johnson                |
| 23 lutego 1986(dts) | Mary Beth Zimmerman  | -10 (68-69-70-71=278) | 1 uderzenie | Cathy Gerring                  |
| 3 marca 1985(dts)   | Betsy King           | -8 (69-68-72-71=280)  | dogrywka    | Patty Sheehan                  |
| 11 marca 1984(dts)  | Christa Johnson      | -12 (67-68-69-72=276) | 5 uderzeń   | Patty Hayes                    |
| 6 marca 1983(dts)   | Anne Marie Palli     | -14 (68-69-68=205)    | 7 uderzeń   | Lynn Adams                     |
| 7 marca 1982(dts)   | Beth Daniel          | -10 (70-67-71-70=278) | dogrywka    | Carole-Jo Callison             |
| 15 marca 1981(dts)  | Patty Hayes          | -15 (69-69-70-69=277) | 2 uderzenia | Sandra Palmer                  |
| 2 marca 1980(dts)   | Jan Stephenson       | -13 (66-71-67-71=275) | 1 uderzenie | M. J. Smith                    |

## Historia
| Data                   | Miejsce zawodów                             | Pula nagród | Nagroda za 1. miejsce |
| ---------------------- | ------------------------------------------- | ----------- | --------------------- |
| 26-29 marca 2009       | Papago Golf Course                          | $1.500.000  | $220.000              |
| 27-30 marca 2008       | Superstition Mountain Golf and Country Club | $1.500.000  | $220.000              |
| 22-25 marca 2007       | Superstition Mountain Golf and Country Club | $1.500.000  | $220.000              |
| 16-19 marca 2006       | Superstition Mountain Golf and Country Club | $1.400.000  | $210.000              |
| 17-20 marca 2005       | Superstition Mountain Golf and Country Club | $1.400.000  | $210.000              |
| 18-21 marca 2004       | Superstition Mountain Golf and Country Club | $1.200.000  | $180.000              |
| 20-23 marca 2003       | Moon Valley Country Club                    | $1.000.000  | $150.000              |
| 14-17 marca 2002       | Moon Valley Country Club                    | $1.000.000  | $150.000              |
| 15-18 marca 2001       | Moon Valley Country Club                    | $1.000.000  | $150.000              |
| 16-19 marca 2000       | The Legacy Golf Resort                      | $850.000    | $127.500              |
| 18-21 marca 1999       | Moon Valley Country Club                    | $850.000    | $127.500              |
| 19-22 marca 1998       | Moon Valley Country Club                    | $850.000    | $127.500              |
| 20-23 marca 1997       | Moon Valley Country Club                    | $850.000    | $127.500              |
| 21-24 marca 1996       | Moon Valley Country Club                    | $700.000    | $105.000              |
| 16-19 marca 1995       | Moon Valley Country Club                    | $700.000    | $105.000              |
| 17-20 marca 1994       | Moon Valley Country Club                    | $700.000    | $105.000              |
| 18-21 marca 1993       | Moon Valley Country Club                    | $700.000    | $105.000              |
| 19-22 marca 1992       | Moon Valley Country Club                    | $550.000    | $82.500               |
| 21-24 marca 1991       | Moon Valley Country Club                    | $550.000    | $82.500               |
| 22-25 marca 1990       | Moon Valley Country Club                    | $500.000    | $75.000               |
| 23-26 marca 1989       | Moon Valley Country Club                    | $400.000    | $60.000               |
| 24-27 marca 1988       | Moon Valley Country Club                    | $350.000    | $52.500               |
| 26-29 marca 1987       | Moon Valley Country Club                    | $300.000    | $45.000               |
| 20-23 lutego 1986      | Arizona Biltmore Country Club               | $250.000    | $37.500               |
| 28 lutego-3 marca 1985 | Arizona Biltmore Country Club               | $150.000    | $22.500               |
| 8-11 marca 1984        | Arizona Biltmore Country Club               | $150.000    | $22.500               |
| 3-6 marca 1983         | Arizona Biltmore Country Club               | $150.000    | $22.500               |
| 4-7 marca 1982         | Hillcrest Golf Course                       | $100.000    | $15.000               |
| 12-15 marca 1981       | Hillcrest Golf Course                       | $100.000    | $15.000               |
| 28 lutego-2 marca 1980 | Hillcrest Golf Course                       | $100.000    | $15.000               |

### Zmiany nazwy
- 1980-1982: Sun City Classic
- 1983-1985: Samaritan Turquoise Classic
- 1986-1990: Standard Register Turquoise Classic
- 1991-2001: Standard Register PING
- 2002: PING Banner Health
- 2003-2008: Safeway International
- 2009-teraz:  Phoenix LPGA International